# Лилиан Хелман
Лилиан Хелман (на английски: Lillian Hellman) е американска сценаристка, драматуржка, журналистка, театрална критичка, преподавателка и писателка, авторка на произведения в жанровете драма, биография и мемоари.

## Биография и творчество
Лилиан Флорънс Хелман е родена на 20 юни 1905 г. в Ню Орлиънс, Луизиана, САЩ, в еврейското семейство на бизнесмена Макс Хелман и Джулия Нюхаус. Отраства в Ню Йорк след петгодишна възраст. В периода 1922 – 1924 г. учи в Нюйоркския университет, а през 1924 г. учи в Колумбийския университет. В периода 1924 – 1925 г. работи като четец на ръкописи за издателство „Хорас Ливърърт“.
На 30 декември 1925 г. се омъжва за драматурга Артър Кобер. През 1932 г. се развеждат.
В периода 1927 – 1929 г. е четец на пиеси в Ню Йорк. През 1929 г. пътува в Европа и за известно време се установява в Бон, за да учи. Поради надигащия се антисемитизъм се връща в САЩ. Съпругът ѝ получава работа в „Парамаунт Пикчърс“ и те се преместват в Калифорния. През 1930 г. започва работа в Метро-Голдуин-Майер като читател на романи и периодика и пише по тях резюмета за потенциални сценарии. Там среща много известни личности и се влюбва в писателя Дашиъл Хамет. След развода си се премества с него в Ню Йорк, където поддържат връзка от време на време до смъртта му през 1961 г. Връзката им е представена в документалния филм на Кати Бейт от 1999 г. „Dash and Lilly“.
В Ню Йорк работи като режисьор на почасова работа за продуцента Харолд Шулман.
Първата ѝ пиеса „Детският час“ е поставена през 1934 г. на Бродуей и има голям успех сред критиката и читателите. Пиесата, основана на истински инцидент в Шотландия, е за отмъстителна ученичка, която съсипва с лъжа живота на двама учители. Екранизирана е през 1936 г. от Уилям Уайлър и през 1961 г. с участието на Одри Хепбърн.
След успеха на пиесата е наета от „Голдуин Пикчърс“ като сценарист за немия филм „The Dark Angel“. През 1934 г. става член на Американската лига на писателите, а през 1935 г. става активен член на Гилдията на американските сценаристи. Едновременно е член на модерна радикална политическа група в Холивуд, която подкрепя Съветския съюз и сталинизма.
Пиесата ѝ „Days to Come“ (Ще дойде ден), на тема борбата между труда и капитала, е поставена през 1936 г., но няма успех. През 1937 г. Хелман отива в Европа по време на испанската Гражданска война и пътува с Ърнест Хемингуей. Подкрепя интернационалните бригади и прави радиопредаване за Радио Мадрид. Публикува през 1938 г. описание за пътуването си в списание „The New Republic“.
След завръщането си пише през 1939 г. антинациската пиеса „Лисичета“, която има неочакван финансов успех. Екранизирана е през 1941 г. във филма „The Little Foxes“ с участието на Бет Дейвис, Хърбърт Маршал и Тереза Райт, който получава 8 номинации за Оскар.
Продължава също с антинациските пиеси „Watch on the Rhine“ и „The Searching Wind“, в които критикува външната политика на САЩ, позволила разпространението на фашизма в неговия ранен етап и закъсняла с реакцията си към действията на Хитлер и Мусолини.
Заради политическите си позиции и връзката ѝ с члена на Комунистическата партия Дашиъл Хамет през 1950 г. е включена в Черния списък на Холивуд. През 1952 г. е анкетирана от Комисията за разследване на антиамериканските дейности, пред която отказва да сътрудничи в разследването на дейността на други нейни колеги.
През 50-те и 60-те години на 20. век продължава да пише пиеси и сценарии и да участва в обществения живот. В края на 60-те започва да пише мемоари. Впечатлена от студентското движение и въпреки здравословните си проблеми, Хелман започва да преподава в различни образователни институции, включително в Харвардския университет, Масачузетския технологичен институт и Йейлския университет. Отделно изнася лекции и популяризира политическите си убеждения.
През 1969 г. публикува първия от трите си автобиографични романа „Незавършена жена“, който е удостоен с Националната награда за книга. През 1973 г. е издадена мемоарната ѝ книга „Пентименто“. И в трите си книги представя живота и делото на една силна жена, която не се страхува да говори открито срещу правителството, за да защити своята гледна точка, със самочувствие и без компромиси с принципите си.
Лилиан Хелман умира от сърдечен арест на 30 юни 1984 г. в Оак Блъфс, Мартас Винярд, Масачузетс. Погребана е в град Чилмарк.

## Произведения

### Пиеси
- „Часът на децата“ (The Children's Hour) (1934)
- „Бъдни дни“ (Days To Come) (1936)
- „Лисичета“ (The Little Foxes) (1939)
- „Страж на Рейн“ (Watch on the Rhine) (1941)
- „Поривите на вятъра“ (The Searching Wind) (1944)
- „Другият край на гората“ (Another Part of the Forest) (1946)
- „Монсерат“ (Montserrat) (1949)
- „Есенната градина“ (The Autumn Garden) (1951)
- „Кандид“ (Candide) (1957) – оперета
- „Играчките на тавана“ (Toys in the Attic) (1960)
- My Mother, My Father and Me (1963)

### Самостоятелни романи
- Dead End (1937)
- Maybe: A Story (1980)
Може би, изд.: „Народна култура“, София (1981), прев. Димитри Иванов

### Мемоари
- An Unfinished Woman: A (1969)
- Pentimento: A Book of Portraits (1973)
Пентименто: Книга с портрети, изд.: „Народна култура“, София (1981), прев. Тодор Вълчев
- Scoundrel Time (1976)
Време на негодници, изд.: „Партиздат“, София (1986), прев. Мая Иванова
- Eating Together: Recipes and Recollections (1984) – с Питър Хейблеман

### Екранизации
- 1935 The Dark Angel – сценарий
- 1936 These Three – сценарий по „The Children's Hour“
- 1937 The Spanish Earth – документален
- 1937 Задънена улица, Dead End
- 1938 The Cowboy and the Lady
- 1940 Законът на прерията, The Westerner
- 1941 The Little Foxes – сценарий
- 1943 Стража на Рейн, Watch on the Rhine
- 1943 The North Star – история и сценарий
- 1946 The Searching Wind – сценарий
- 1948 Another Part of the Forest
- 1949 Tonight on Broadway – тв сериал, 2 епизода
- 1951 BBC Sunday-Night Theatre – тв сериал, 1 епизод
- 1953 TV de Vanguarda – тв сериал, 2 епизода
- 1954 Montserrat – тв филм
- 1955 First Performance – тв сериал, 1 епизод по „Montserrat“
- 1956 Grande Teatro Tupi – тв сериал, 1 епизод
- 1956 The Little Foxes – тв филм, текст
- 1957 The Lark – тв филм
- 1957 Montserrat – тв филм, сценарий
- 1958 Die kleinen Füchse – тв филм, текст
- 1957 – 1960 ITV Play of the Week – тв сериал, 3 епизода
- 1961 Часът на децата, The Children's Hour
- 1962 Die kleinen Füchse – тв филм, текст
- 1962 Festival – тв сериал, 1 епизод
- 1963 Toys in the Attic
- 1963 Die kleinen Füchse – тв филм
- 1964 Primera fila – тв сериал, 1 епизод
- 1965 Le piccole volpi – тв филм, текст
- 1966 Преследването, The Chase
- 1968 Hora once – тв сериал, 1 епизод
- 1971 Montserrat – тв филм
- 1972 Another Part of the Forest – тв филм, тект
- 1972 Alta comedia – тв сериал, 1 епизод
- 1977 Джулия, Julia – участва и в малка роля
- 1982 Kaikki tulevat päivät – тв филм, по „Days to Come“
- 1991 Candide – ТВ филм – текст
- 2002 Ernest & Bertram – по „The Children's Hour“